# Maitreyi Ramakrishnan
Maitreyi Ramakrishnan est une actrice canadienne, née le 28 décembre 2001 à Mississauga, en Ontario.
Elle est surtout connue pour son rôle de Devi Vishwakumar dans la série télévisée Mes premières fois. Depuis 2022, elle est aussi la voix originale de Zipp Storm dans plusieurs productions de la franchise My Little Pony.

## Biographie

### Jeunesse et éducation
Maitreyi Ramakrishnan est née et a grandi à Mississauga, en Ontario. Ses parents sont des Tamouls srilankais qui ont émigré au Canada en tant que réfugiés à la suite de la guerre civile sri-lankaise. Maitreyi a fréquenté l'école secondaire Meadowvale, où elle a découvert sa passion pour le théâtre et a participé à plusieurs productions scolaires.

### Carrière
En 2019, alors qu'elle était encore au lycée, elle a été choisie parmi 15 000 candidates pour interpréter le rôle principal de Devi Vishwakumar dans la série de Netflix, Mes premières fois (Never Have I Ever). La série, lancée en avril 2020, a été largement saluée pour sa représentation authentique de la jeunesse américaine d'origine sud-asiatique et pour sa touche comique unique. Sa performance en tant que Devi, une adolescente indo-américaine de première génération confrontée aux défis de l'adolescence, a été acclamée par la critique et le public. Grâce à ce rôle, elle a rapidement gagné en popularité et a été reconnue comme une étoile montante à Hollywood. Elle a remporté plusieurs nominations et récompenses, y compris une nomination aux Independent Spirit Awards pour la meilleure performance dans une nouvelle série télévisée.
En 2025, elle apparaîtra dans un second rôle dans le film Freaky Friday 2 : Encore dans la peau de ma mère de Nisha Ganatra, mené par Jamie Lee Curtis et Lindsay Lohan, la suite de Freaky Friday : Dans la peau de ma mère sorti en 2003. Le film sortira en salles le 8 août 2025.

## Filmographie

### Télévision
Séries télévisées
- 2020 - 2023 : Mes premières fois de Mindy Kaling et Lang Fisher : Devi Vishwakumar
- 2020 : Acting for a Cause (en) de Brando Crawford : Olivia (épisode Twelfth Night)

### Cinéma
Longs métrages
- 2025 : Freaky Friday 2 : Encore dans la peau de ma mère (Freakier Friday) de Nisha Ganatra : Ella
- 2025 : Slanted de Amy Wang : Brindha
- 2025 : Best of the Best de Lena Khan : Maya

## Doublage

### Cinéma
Longs métrages
- 2022 : Alerte rouge (Turning Red) de Domee Shi : Priya
- 2025 : Juste l'espace entre nous (I Byeol-e Pil-yohan) de Han Ji-won : Nan-Young
- 2025 : The Twits de Phil Johnston, Todd Demong et Katie Shanahan : Beesha Balti
- 2027 : Angry Birds 3 de John Rice

### Télévision

#### Téléfilms
- 2022 : My Little Pony: Make Your Mark (spécial) : Zipp Storm
- 2022 : My Little Pony: Winter Wishday : Zipp Storm
- 2023 : My Little Pony: Birdlewoodstoock : Zipp Storm
- 2023 : My Little Pony: Secrets of Starlight : Zipp Storm

Séries télévisées
- 2022 - 2023 : My Little Poney: Make Your Mark : Zipp Storm
- 2022 - 2025 : My Little Pony: Tell Your Tale : Zipp Storm
- 2023 : Big Mouth de Nick Kroll : Marissa (saison 7, épisode Get the F**k Outta My House)

## Distinctions
Depuis ses débuts dans Mes premières fois, Maitreyi Ramakrishnan a reçu plusieurs distinctions, notamment :
- Une nomination aux Independent Spirit Awards[6]
- Le Canadian Screen Award pour la performance de meilleure actrice dans un rôle comique[Quand ?][7]
- Une place dans la liste des 100 personnes les plus influentes du magazine Time, catégorie "Next" en 2021[8]